# La Dame au petit pied
Pour plus de détails, voir Fiche technique et Distribution.
La Dame au petit pied (Dáma s malou nozkou) est un film muet tchécoslovaque de 1920. Cette comédie policière a été réalisée par Jan Stanislav Kolár et Přemysl Pražský.

## Distribution
- Olga Augustová : la dame au petit pied
- Frantisek Pelísek : Tom
- Gustav Machatý : Archibald Pelich
- Přemysl Pražský : le dandy
- Svatopluk Innemann : l'homme dans la voiture
- Anny Ondra : l'amie du dandy (comme Anny Ondráková)
- Jan S. Kolár : l'homme sur le toit
- Mása Hermanová : le meurtrier
- Emilie Boková : le nettoyeur âgé
- Bonda Szynglarski
- Frantisek Herman

## Commentaires
- Les deux réalisateurs sont également acteurs dans leur film.
- La comédienne Anny Ondráková, qui deviendra célèbre sous le nom d'Anny Ondra, a obtenu dans ce film son premier rôle au cinéma.
- Le film est une slapstick et une parodie de film de détective.
- Tout élément de l'espace urbain permettant l'identification d'une ville est banni des prises de vue.